# Kameanka, Odesa
Kameanka (în ucraineană Кам'янка, în germană Mannheim) este localitatea de reședință a comuna Vîhoda din raionul Odesa, regiunea Odesa, Ucraina. Satul a fost locuit de germanii pontici.

## Demografie
Componența lingvistică a localității Kameanka
     Ucraineană (68,13%)
     Rusă (24,75%)
     Română (4,89%)
     Alte limbi (0,79%)
Conform recensământului din 2001, majoritatea populației localității Kameanka era vorbitoare de ucraineană (68,13%), existând în minoritate și vorbitori de rusă (24,75%), română (4,89%) și armeană (1,01%).